# Neochordodes chordodides
Neochordodes chordodides är en tagelmaskart som beskrevs av Andreas Schmidt-Rhaesa och Menzel 2005. Neochordodes chordodides ingår i släktet Neochordodes och familjen Chordodidae. Inga underarter finns listade i Catalogue of Life.